# Nigel Kennedy

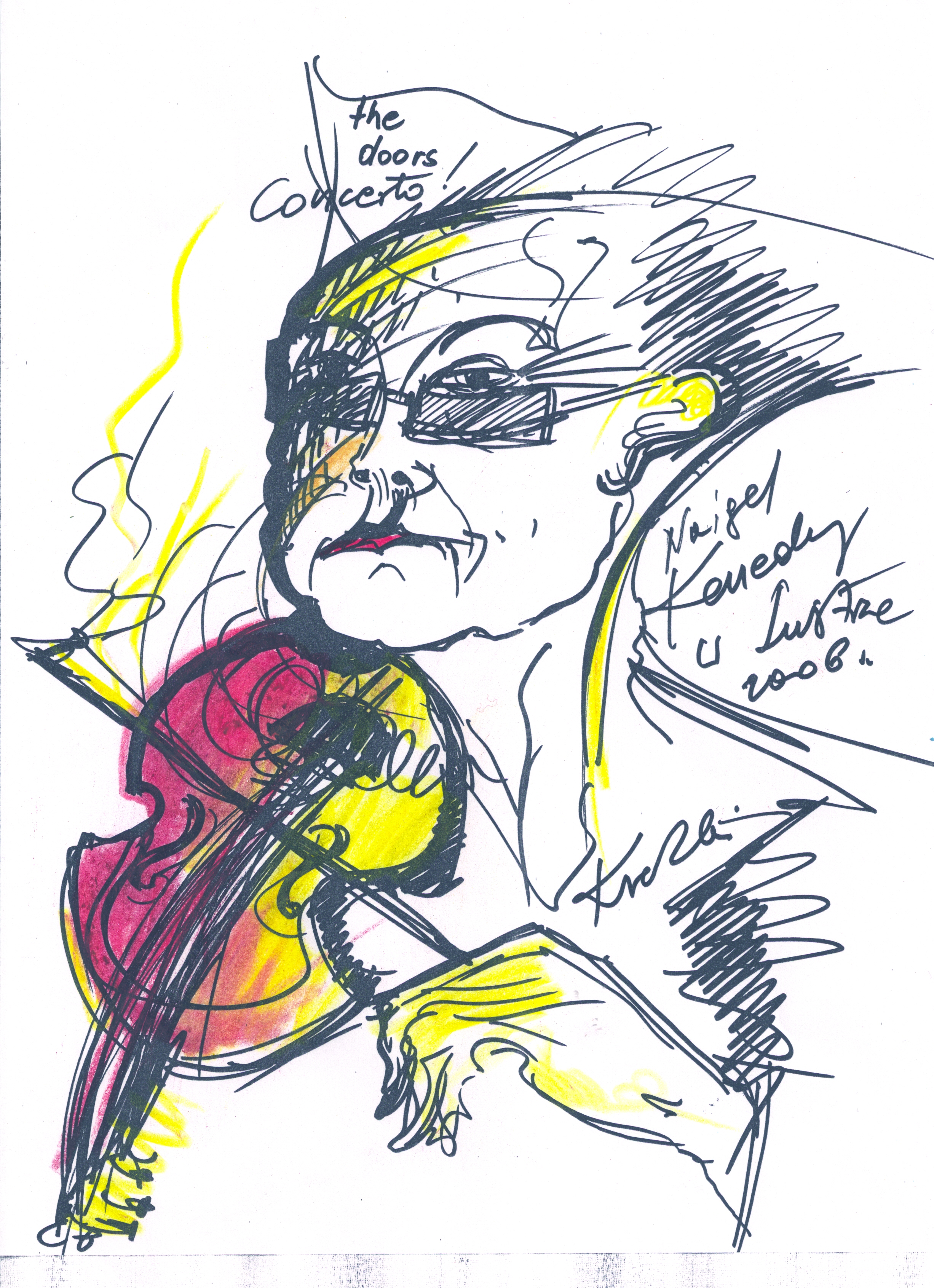
Portret Nigela Kennedy’ego autorstwa Zbigniewa Kresowatego

Nigel Paul Kennedy (ur. 28 grudnia 1956 w Brighton) – angielski skrzypek, uczeń Yehudi Menuhina, absolwent Juilliard School w Nowym Jorku.

## Początki
Drogę do kariery utorowały Kennedy’emu w dużej mierze wspólne koncerty ze skrzypkiem Stephane Grappellim oraz wykreowanie wizerunku wirtuoza-punka. W 1989 wydał w wytwórni EMI Cztery pory roku Antonia Vivaldiego. W ciągu 6 miesięcy sprzedano ponad 2 miliony egzemplarzy albumu.

## Repertuar
Nigel Kennedy ma bardzo rozległy repertuar. Wykonuje zarówno utwory Bacha i Vivaldiego, również Hendriksa, czy The Doors. Gra na XVIII-wiecznych skrzypcach Guarneri del Gesù oraz Stradivariusie (Dorothy Jeffries zapisała mu je w testamencie z adnotacją, iż po zakończeniu kariery Nigel przekaże je innemu młodemu i utalentowanemu skrzypkowi).
Niekonwencjonalne zachowanie na scenie – częste granie plecami do publiczności, transowe przytupywanie, popijanie piwa z puszki, opowiadanie dowcipów – i postpunkowy styl bycia artysty są głównymi wyznacznikami jego oryginalności scenicznej.

## Kraków i Polska
Nigel Kennedy często koncertuje w Filharmonii Krakowskiej, a w 2002 objął kierownictwo artystyczne Polskiej Orkiestry Kameralnej. W roku 2003 nagrał z krakowskim zespołem Kroke płytę East Meets East. Można go spotkać w krakowskich klubach jazzowych, w których często spontanicznie gra improwizowane jam sessions. Również w czasie koncertów towarzyszą mu polscy muzycy – najczęściej polski pianista jazzowy Piotr Wyleżoł oraz Adam Kowalewski (bas), Paweł Dobrowolski (instrumenty perkusyjne) i Tomasz Grzegorski (saksofon).
Nigel Kennedy jest kibicem Cracovii (klubem najbliższym jego sercu pozostaje jednak Aston Villa). Swój wolny czas spędza albo w swojej brytyjskiej posiadłości w Malvern w hrabstwie Worcestershire, albo w mieszkaniu przy ul. Floriańskiej w Krakowie. Jego żoną jest Polka, Agnieszka.
Jest prezesem honorowym stowarzyszenia działającego przy klubie Muzyczna Owczarnia w Jaworkach. Regularnie też gra tam koncerty.
W 2014 został odznaczony Srebrnym Medalem „Zasłużony Kulturze Gloria Artis”.

## Poglądy polityczne
Polityka go generalnie nie interesuje, ale konsekwentnie bojkotuje państwo Izrael:
„[...] dopóki praktykowana przez to państwo polityka apartheidu nie zostanie zniesiona – nie zamierzam dać tam ani jednego koncertu. Przecież Palestyńczycy traktowani są we własnym kraju tak samo jak czarnoskórzy obywatele RPA przed 1994 rokiem. [...] Izrael słynie z tego, że nie wolno tam wykonywać Wagnera ze względu na jego rzekome związki z niemieckim nazizmem. A wyobraźcie sobie, co by się stało, gdyby ktoś spróbował w tamtejszej filharmonii zagrać muzykę palestyńską... To najbardziej nacjonalistyczne państwo współczesnego świata [...]”.

## Dyskografia
- Nigel Kennedy Plays Jazz (1984)
- Salut d’Amour & other Elgar Favourites (1984)
- Elgar Violin Concerto in B minor, Op. 61 (1984)
- Tchaikovsky – Violin Concerto in D major, Op. 35. Chausson – Poème for Violin and Orchestra (1986)
- Bartók: Sonata for Solo Violin. Duke Ellington: Mainly Black (1986)
- William Walton Viola Concerto / Violin Concerto (1987)
- Let Loose (1997)
- Bruch: Violin Concerto No.1 in G minor. Op. 26. Schubert: Rondo in A for violin and strings. Mendelssohn: Violin Concerto in E minor, Op. 64 (1988)
- Sibelius Violin Concerto / Symphony Nr.5 (1988)
- Vivaldi. The Four Seasons – Nigel Kennedy & English Chamber Orchestra (1989) – platynowa płyta w Polsce[12]
- Johannes Brahms – Violin Concerto in D op. 77 (1991)
- Sibelius: Violinkonzert. Tchaikovsky: Violinkonzert (1992)
- Ludwig van Beethoven: Violin Concerto. J.S. Bach: Preludio from Partita No. 3. J.S. Bach: Allegro Assai from Sonata No. 3 (1992)
- Tchaikovsky Violin Concerto in D major, Op. 35. Tchaikovsky – Varriations On A Rococo Theme, Op.33 (1993)
- Kafka (1996)
- Edward Elgar – Violin Concerto in B minor op. 61. Ralph Vaughan Williams – The Lark Ascending (1997)
- Kreizler (1998)
- The Kennedy Experience. Inspired by the Music of Jimi Hendrix (1999)
- Classic Kennedy (1999)
- Duos for Violin & Cello (2000)
- Riders on the Storm: The Doors Concerto – Kennedy & Jaz Coleman (2000)
- Nigel Kennedy. Johann Sebastian Bach (2000)
- Nigel Kennedy’s Greatest Hits (2002)
- East Meets East – Nigel Kennedy and the Kroke Band (2003) – złota płyta w Polsce[13]
- Vivaldi – Nigel Kennedy & Berliner Philharmoniker (2003)
- Vivaldi II – Nigel Kennedy & Berliner Philharmoniker (2004)
- Blue Note Sessions (2006)
- Polish Spirit (2007, z Polską Orkiestrą Kameralną)
- Violin Concertos (2008, z Polską Orkiestrą Kameralną, Beethoven: Violin Concerto / Mozart: Violin Concerto No. 4 / Horace Silver: Creepin In)
- A Very Nice Album (2008)
- Shhh! (2010)
- Recital (2013)
- Vivaldi: The New Four Seasons (2015) – złota płyta w Polsce[14]